# Орест Македонски
Орест Македонски (грч. Ὀρέστης ὁ Μακεδών) је био краљ античке Македоније од 399. п. н. е. до 396. п. н. е.. Био је син Архелаја I, кога је наследио након што је свргнут убица његовог оца Кратер. Њега је наследио син Архелај II.